# Лурате-Каччивіо
Лурате-Каччивіо (італ. Lurate Caccivio) — муніципалітет в Італії, у регіоні Ломбардія, провінція Комо.
Лурате-Каччивіо розташоване на відстані близько 520 км на північний захід від Рима, 37 км на північний захід від Мілана, 9 км на південний захід від Комо.
Населення — 9901 особа (2014).
Щорічний фестиваль відбувається 7 грудня. Покровитель — Sant'Ambrogio.

## Демографія
Населення за роками:

Станом на 1 січня 2023 року в муніципалітеті офіційно проживало 619 іноземців з 58 країн, серед них 117 громадян країн Євросоюзу та 51 громадянин України.

## Сусідні муніципалітети
- Апп'яно-Джентіле
- Бульгарограссо
- Кольверде
- Ольджате-Комаско
- Ольтрона-ді-Сан-Маметте
- Вілла-Гуардія